# Exposição Agropecuária e Industrial do Rio Grande do Sul de 1901
A Exposição Agropecuária e Industrial do Rio Grande do Sul de 1901, também conhecida por Exposição Agroindustrial de 1901 foi uma exposição de produtos agro-pecuários e industriais que aconteceu em Porto Alegre, em 1901. Foi parte do ciclo de exposições industriais realizadas pelo governo provincial, que incluíram a Exposição Riograndense, em 1866, a Exposição de 1875 e a Exposição Brasileira-Allemã.

## Exposição
Buscando atenuar as feridas da Revolução de 1893, Borges de Medeiros oficializa a Exposição com o decreto n°235 de 4 de abril de 1899. O objetivo era marcar o início do século XX e exibir o desenvolvimento do Rio Grande do Sul em todas as suas atividades.

A Inauguração Solene da Exposição de 1901. O governador Borges de Medeiros, ao seu lado está o arcebispo D. Cláudio José Gonçalves Ponce de Leão e ao lado deste, o embaixador americano no Brasil, Charles Page Bryan.

A feira foi realizada nos chamados Campos da Redenção, hoje Parque Farroupilha. A Inauguração Solene da Exposição, ocorreu em 24 de fevereiro de 1901, com a presença do presidente do estado Borges de Medeiros, acompanhado Arcebispo D. Claudio José Gonçalves Ponce de Leon e ao lado deste, o embaixador americano no Brasil, Charles Page Bryan. 
A entrada principal da ficava ao lado da atual Escola de Engenharia, na Praça Argentina, sendo delimitada pelo espaço  compreendido entre a Praça Argentina, Avenida Osvaldo Aranha, Rua Sarmento Leite e Avenida João Pessoa.
Na exposição estavam representados 60 municípios, com 2 200 expositores, 8 872 objetos classificados, mostrando as suas riquezas naturais, fauna, flora, indústria manufatureira e pastoril, artes e ciências, no total foram expostos mais de 80.000 itens, entre produtos, animais e equipamentos. No pavilhão das Belas Artes estavam expostos trabalhos de Virgílio Calegari ,Otto Schönwald, Augusto Amoretty, Jacinto Ferrari, Romoaldo Pratti e Pedro Weingartner, entre outros.
O ingresso custava um mil réis por pessoa e o horário de visitação começava as nove horas da manhã e se estendia até vinte e duas horas. A feira foi encerrada em 2 de junho de 1901, tendo contabilizado mais de 67 000 visitantes durante 98 dias de funcionamento, numa média de 6 836 pessoas por dia, números muito bons para uma cidade com 70 000 habitantes.

## Legado
O Museu Júlio de Castilhos foi criado, em 1903 a fim de abrigar objetos que vinham sendo coletados desde 1901, e estavam sediados nos pavilhões construídos para a Exposição Agropecuária e Industrial. A atual Expointer remonta à Feira de 1901, que depois, em 1909,  passou a ser realizada no Prado Riograndense, depois no Parque de Exposições Menino Deus, e finalmente, por causa do  espaço insuficiente, instalada em 1970, em uma área de 64 hectares da Fazenda Kroeff.

## Ligação Externa
- Catálogo da Exposição Agropecuária e Industrial do Rio Grande do Sul de 1901.